# Pfarrkirche Zum Guten Hirten (Wien)

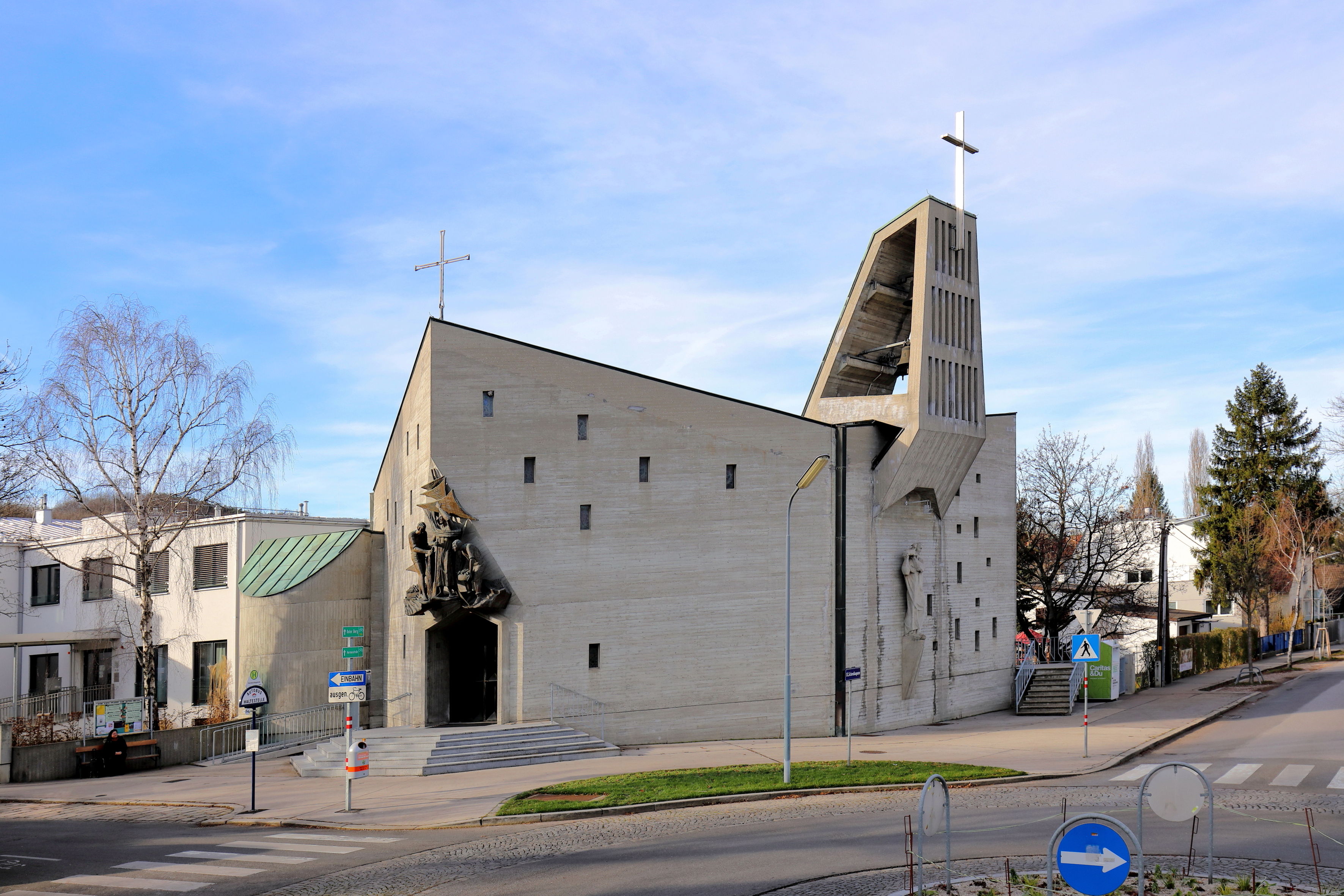
Pfarrkirche Zum Guten Hirten

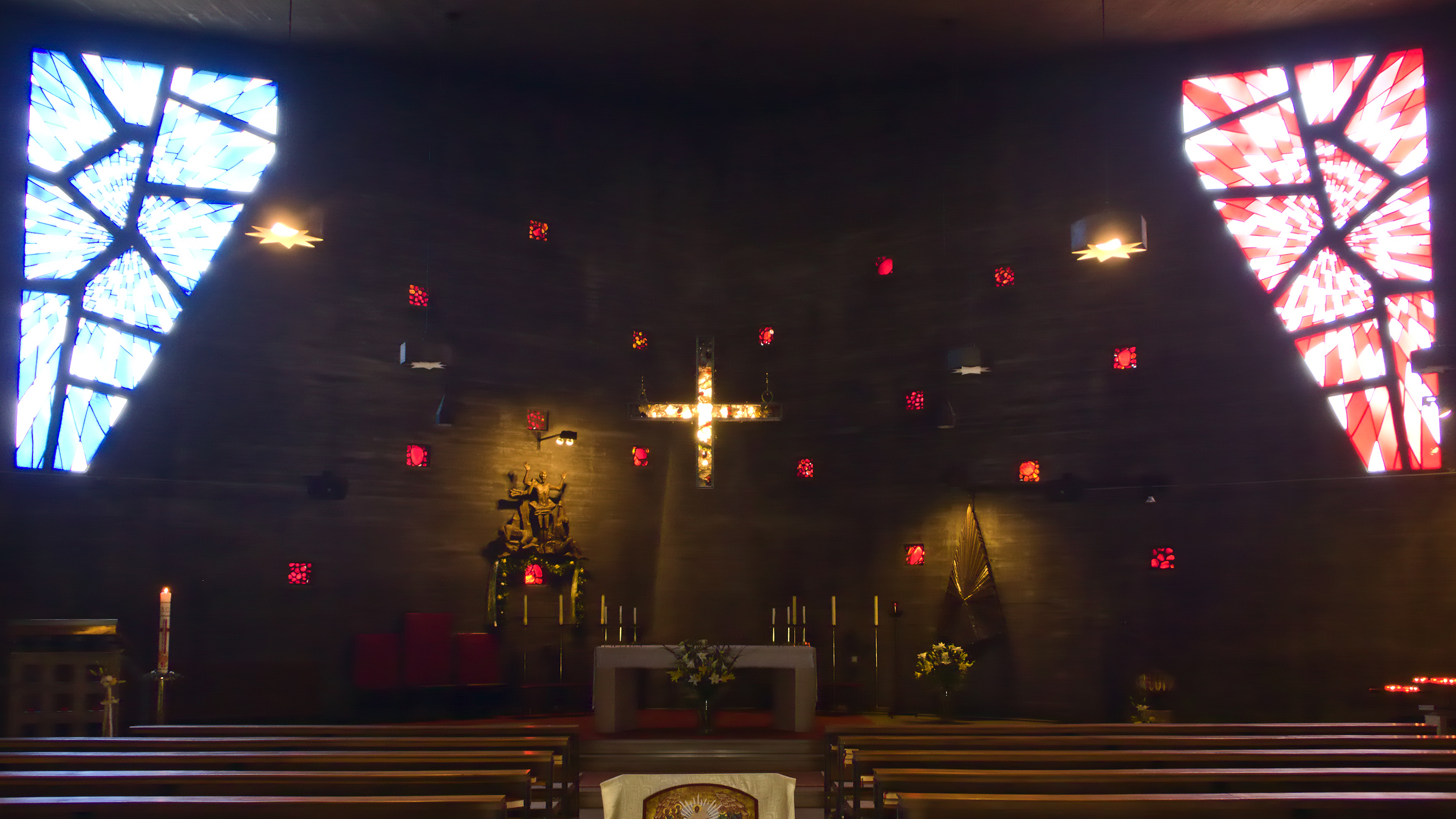
Kirchenraum

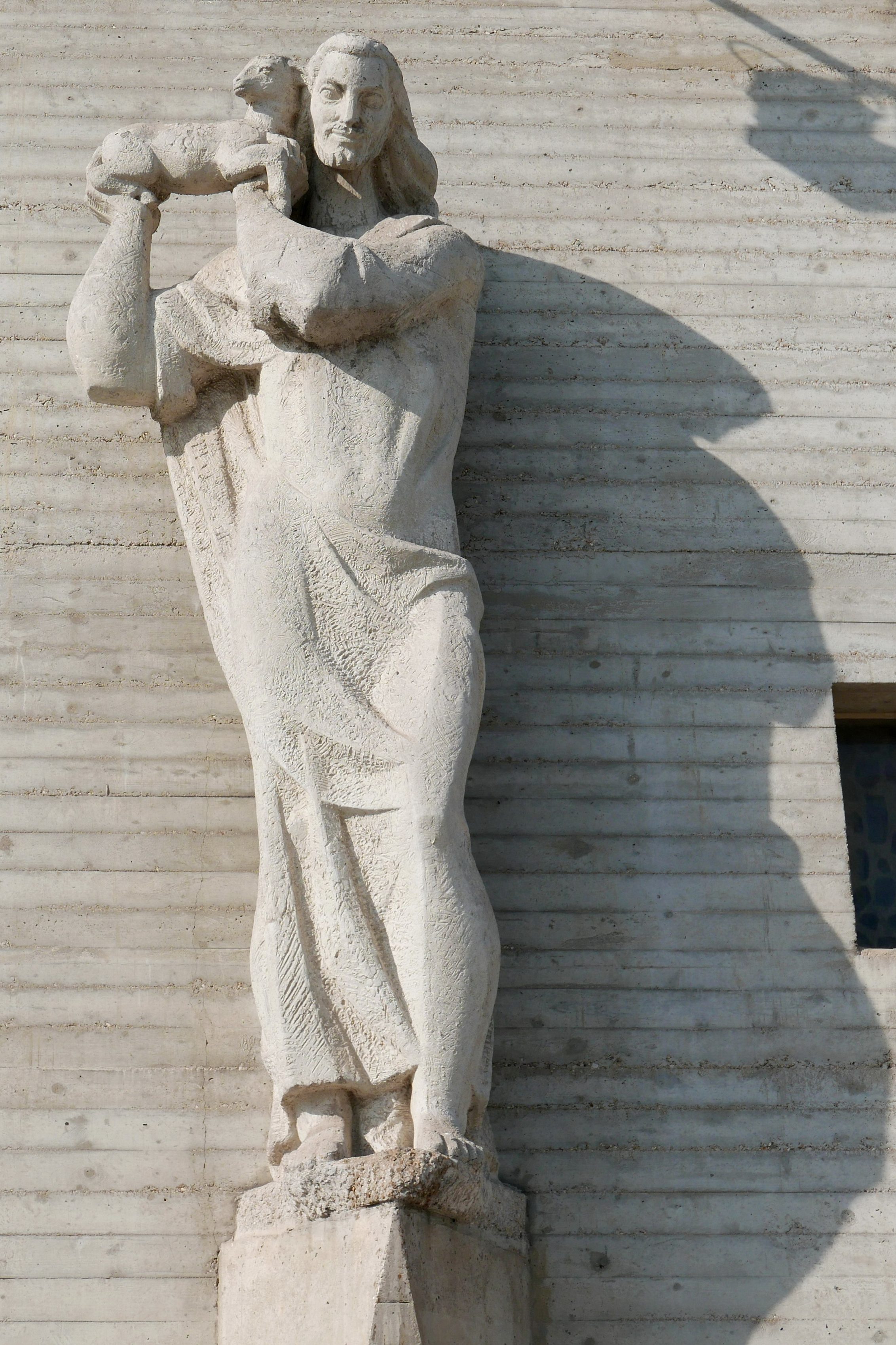
Christus als Guter Hirte. Statue von Otokar Čičatka an der Fassade der Pfarrkirche Zum Guten Hirten

Die Pfarrkirche Zum Guten Hirten ist eine römisch-katholische Kirche im 13. Wiener Gemeindebezirk, Hietzing, in der Bossigasse 68–70 an der Ecke zur Schrutkagasse. Sie ist die Pfarrkirche der Pfarre Unter St. Veit-Zum Guten Hirten.

## Entstehung
Das von der Erzdiözese Wien 1957 erworbene Grundstück wurde der Kongregation der Oblaten der seligen Jungfrau Maria (lat. Congregatio Oblatorum Beatae Mariae Virginis, Ordenskürzel: OMV) zur Errichtung einer Kirche samt Ordenshaus übergeben. 1963 wurde mit dem Bau begonnen; das Ordenshaus (Lanterihaus) wurde 1964 eröffnet, die Kirche am 19. September 1965 von Erzbischof-Koadjutor Franz Jachym dem guten Hirten geweiht. Am 18. Dezember 1967 errichtete Erzbischof Franz Kardinal König die der Pfarre Ober St. Veit zugeordnete Pfarrexpositur Zum Guten Hirten, am 1. Jänner 1990 folgte die Erhebung zur Pfarre. Am 1. Jänner 2020 wurden die Pfarren Unter St. Veit und Zum Guten Hirten zur Pfarre Unter St. Veit-Zum Guten Hirten zusammengelegt. Seither ist die Pfarrkirche Zum Guten Hirten die Pfarrkirche der Pfarre Unter St. Veit-Zum Guten Hirten.

## Architektur und künstlerische Ausstattung
Der freistehende Sichtbetonbau mit unregelmäßigem Grundriss und dreieckig hervorstehendem Chor sowie Eingang wurde in den Jahren 1963 bis 1965 nach den Plänen der Architekten Ceno Kosak und Herta Kosak errichtet, für die Statik war Robert Krapfenbauer verantwortlich. Nachdem ein ursprünglich geplanter Glockenturm Sparmaßnahmen zum Opfer gefallen war, wurde westseitig ein Glockenträger mit der Zementstatue Christus als guter Hirte des slowakischen Bildhauers Otokar Čičatka (1914–1994) gebaut, der auch die Figuren für die Weihnachtskrippe gestaltete. Die drei Glocken, gestimmt auf A – Cis – E, lieferte die Glockengießerei Grassmayr.
Über dem Haupteingang befindet sich die 1992 vom italienischen Bildhauer Gianluigi Giudici (* 13. Juli 1927 in Valmorea, Provinz Como, Region Lombardei) geschaffene, 4 m hohe und 1,5 t schwere Bronzeplastik Der Fischfang, die Christus mit zwei Fischern darstellt.
Die Portaltüre, der Tabernakel in Form einer symbolischen Darstellung des Brennenden Dornbusches, das hängende Stahlkreuz mit bunten Glassteinen mit der Bronzefigur des Gekreuzigten auf der Rückseite, der sternenförmige Kessel für das Taufbecken auf einer Säule aus Untersberger Marmor, der Ambo und die Kerzenleuchter stammen von Karl Hagenauer (* 15. Februar 1935 in Wien), ebenso die beiden Sakristeitüren, von denen eine mit einer Darstellung der Verkündigung des Weihnachtsfriedens durch Engel über der Stadt Wien, die andere mit dem Evangelientext vom „Guten Hirten“ (Joh 10,11.14 ) verziert ist.
Auf Einladung des langjährigen Pfarrers, Pater Carlo Mondini OMV (1923–2005), stattete Gianluigi Giudici die Kirche noch mit folgenden Kunstwerken aus: dem Bronzerelief Die Auferstehung an der Altarwand, der seitlich stehenden Bronzestatue Madonna mit dem Kind und den Kreuzwegreliefs. Der zwischen 1966 und 1971 entstandene Kreuzweg umfasst 42 ca. 1,1 m hohe Bronzefiguren. Zum Gedenken an seinen früh verstorbenen Sohn hat Giudici ihn in der 8. Station verewigt. Die bleigefassten, blau-weißen und rot-weißen Glasfenster schuf die österreichische Künstlerin Isolde Maria Joham (1932–2022). Aus finanziellen Gründen wurde statt einer Pfeifenorgel eine elektronische Johannus-Orgel angeschafft.
Die Kirche steht unter Denkmalschutz (Listeneintrag).

## Das frühere Ordenshaus
Das nach dem Ordensgründer Pater Pio Bruno Lanteri (1759–1830) benannte Haus, das mit der Kirche eine Gebäudeeinheit bildet, enthielt bis 2011 die Räume der Patres der Kongregation der Oblaten der Jungfrau Maria (OMV) und des Pfarrers. Heute sind eine Hauskapelle, eine Bibliothek, ein Kindergarten und andere Sozialräume Teil dieses Gebäudes. Die Kongregation der Oblaten der Jungfrau Maria (OMV) war seit 1955 in Wien vor allem in der Krankenhausseelsorge tätig.

## Pfarre

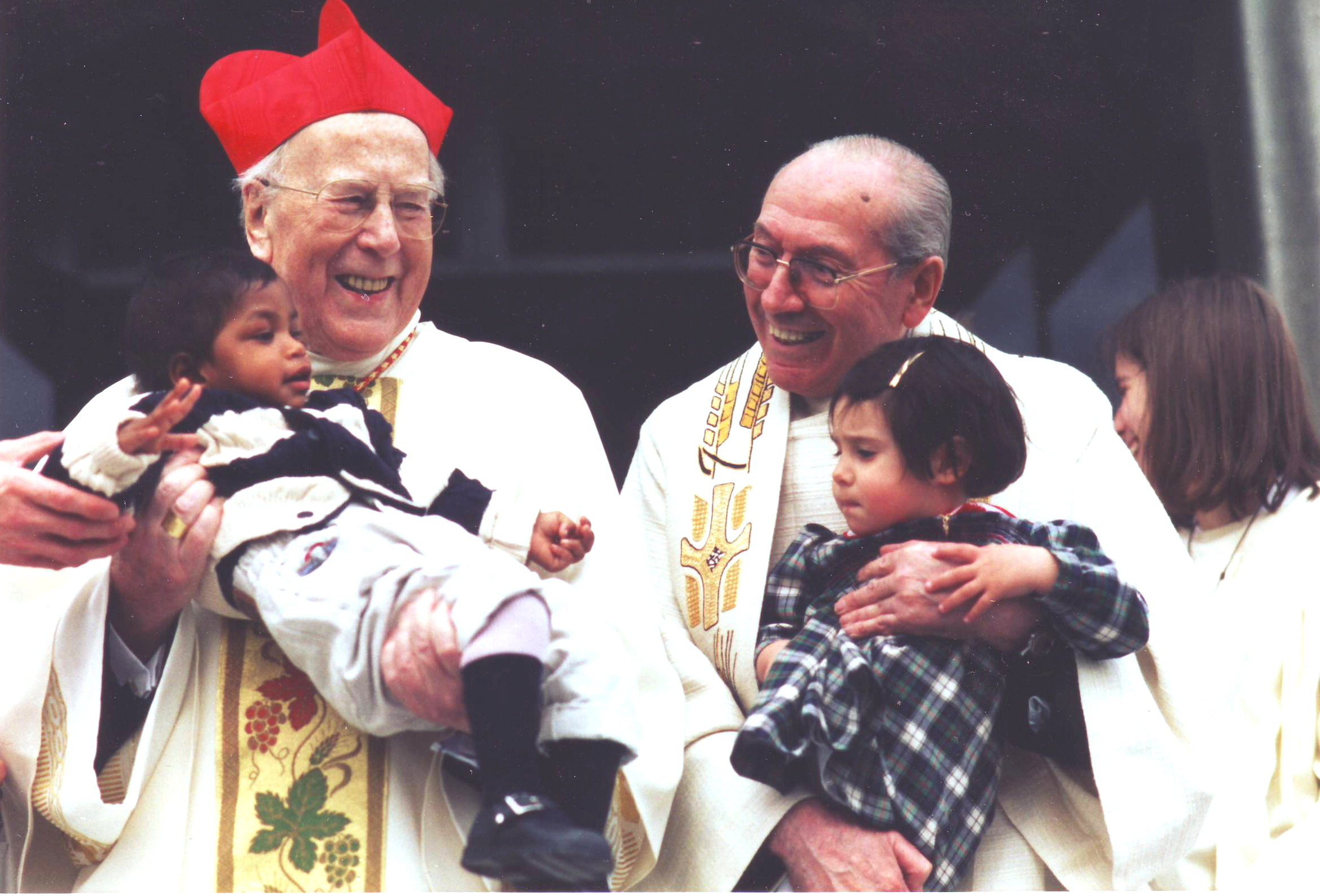
Franz Kardinal König mit Pfarrer P. Carlo Mondini OMV und zwei Flüchtlingskindern, Pfarrkirche Zum Guten Hirten, Wien Hietzing, 17. April 1994

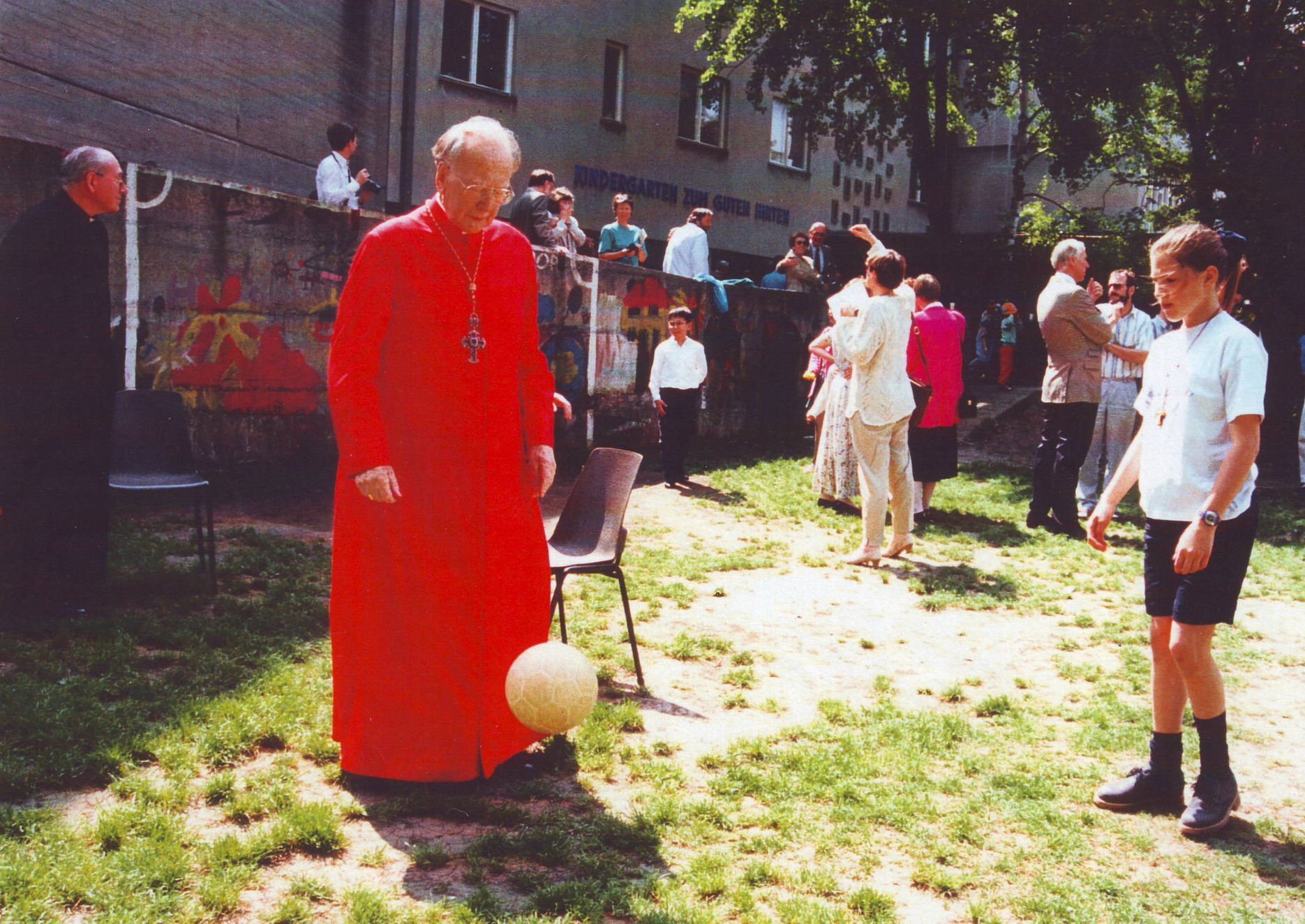
Franz Kardinal König beim Fußballspiel mit Jungscharkindern der Pfarre Zum Guten Hirten, Wien Hietzing, 17. April 1994; links im Bild Pfarrer P. Carlo Mondini OMV

Die Pfarre liegt im Vikariat Wien Stadt und im Stadtdekanat 13. Im Pfarrgebiet leben ca. 2000 Katholiken. Seit Ende August 2011 wird die Pfarre nicht mehr von der Kongregation der Oblaten der Jungfrau Maria seelsorglich betreut. Derzeitiger Pfarrer ist Stefan Reuffurth, der seit 1. September 2009 auch Dechant im Stadtdekanat 13 ist.
Zum 1. September 2015 übernahm Pfarrer Reuffurth auch die Leitung der benachbarten Pfarre Unter-St.-Veit.
Im Zuge des Wiener Diözesan-Prozesses arbeiten die Pfarren Unter-St.-Veit und Zum Guten Hirten enger zusammen.
Das Gebiet der Pfarre Zum Guten Hirten wird begrenzt vom Gutzkowplatz, der Preindlgasse und der Hietzinger Hauptstraße im Norden, von der Spohrstraße und der Beckgasse im Osten, von der Mühlbachergasse, Suppégasse, Hummelgasse, Nothartgasse sowie der imaginär verlängerten Tolstojgasse im Südosten, von der Veitingergasse (bis Jagdschlossgasse) im Süden sowie von einer Linie über den Girzenberg, die Meytensgasse und die Geylinggasse im Westen. Im Uhrzeigersinn grenzen die Pfarren Unter-St.-Veit, Maria Hietzing, Lainz-Speising und Ober-St.-Veit (alle Stadtdekanat 13) an.

## Bilder-Galerie

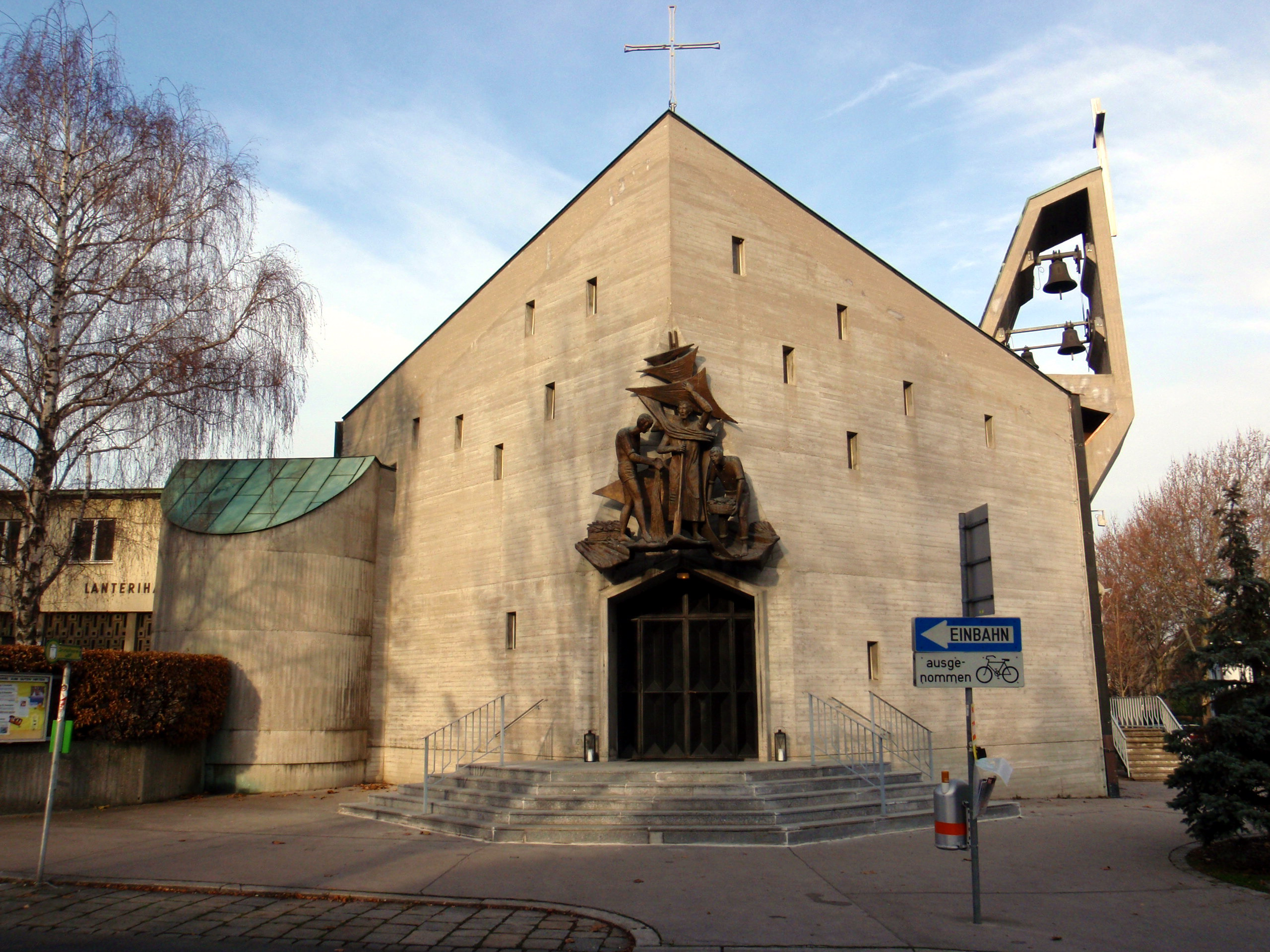
Pfarrkirche Zum Guten Hirten mit Haupteingang, links Bossigasse, rechts Schrutkagasse
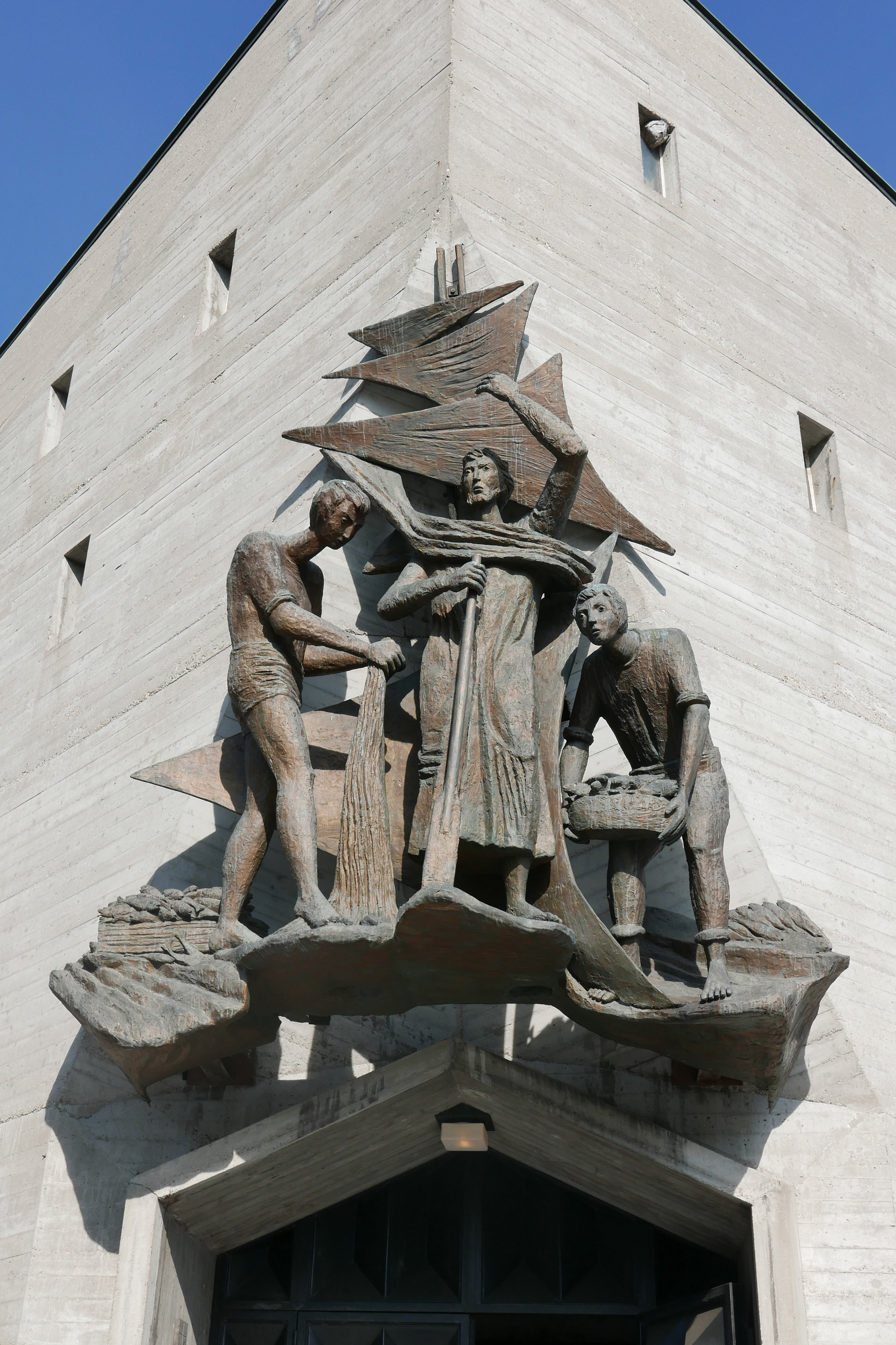
Bronzeplastik Der Fischfang von Gianluigi Giudici über dem Haupteingang
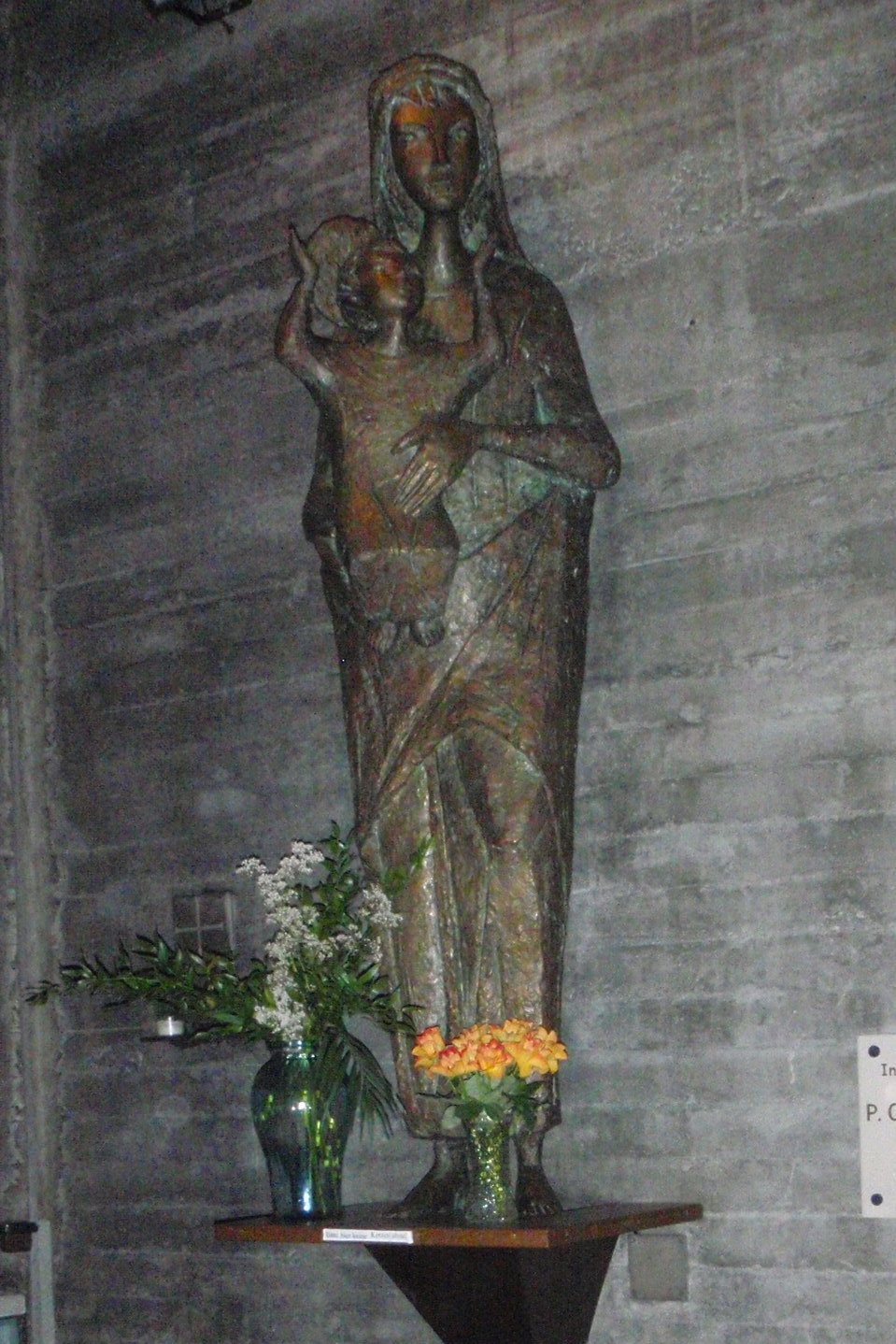
Bronzeplastik Madonna mit dem Kind von Gianluigi Giudici im Kircheninneren
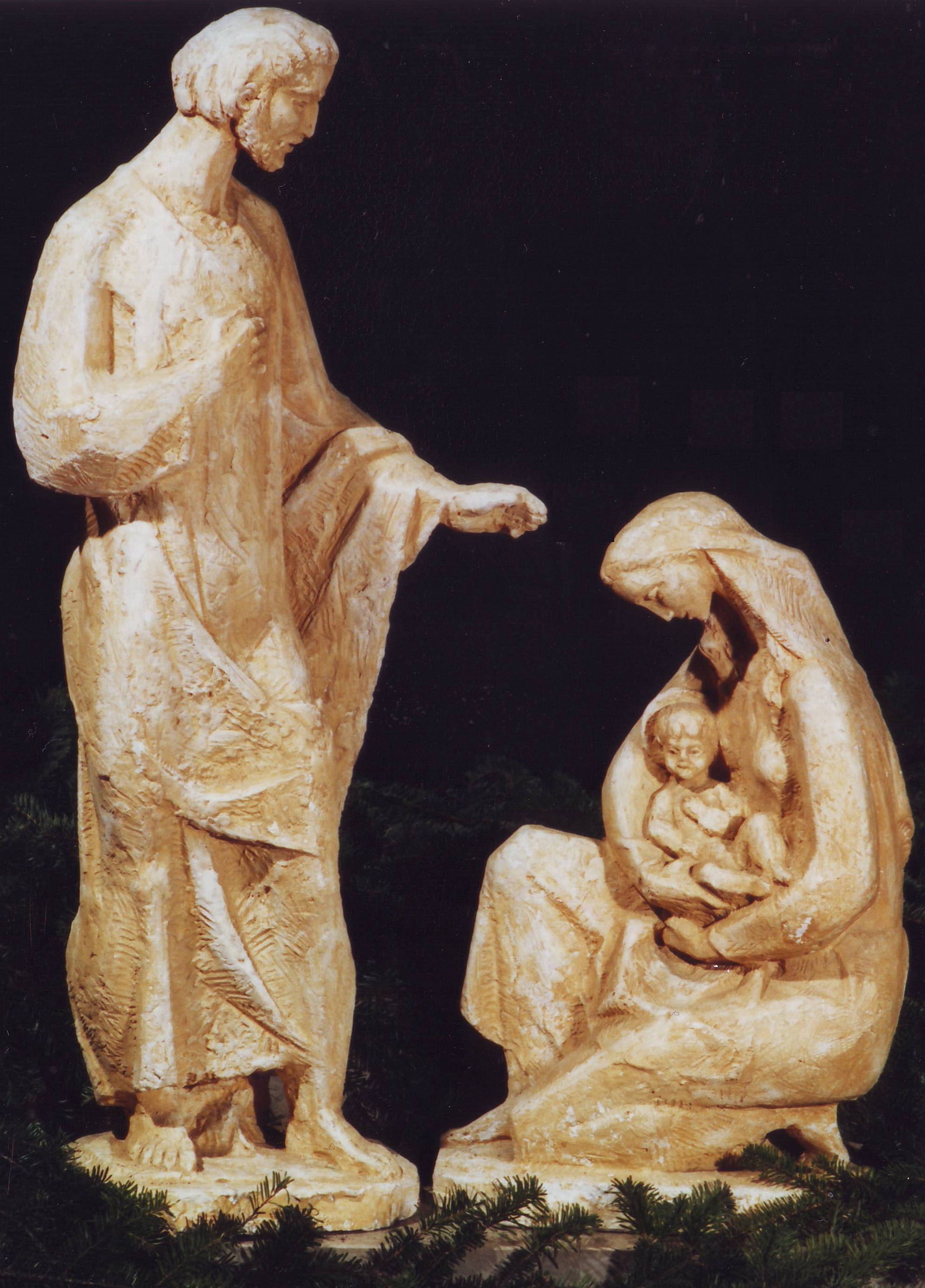
Figuren der Weihnachtskrippe von Otokar Čičatka
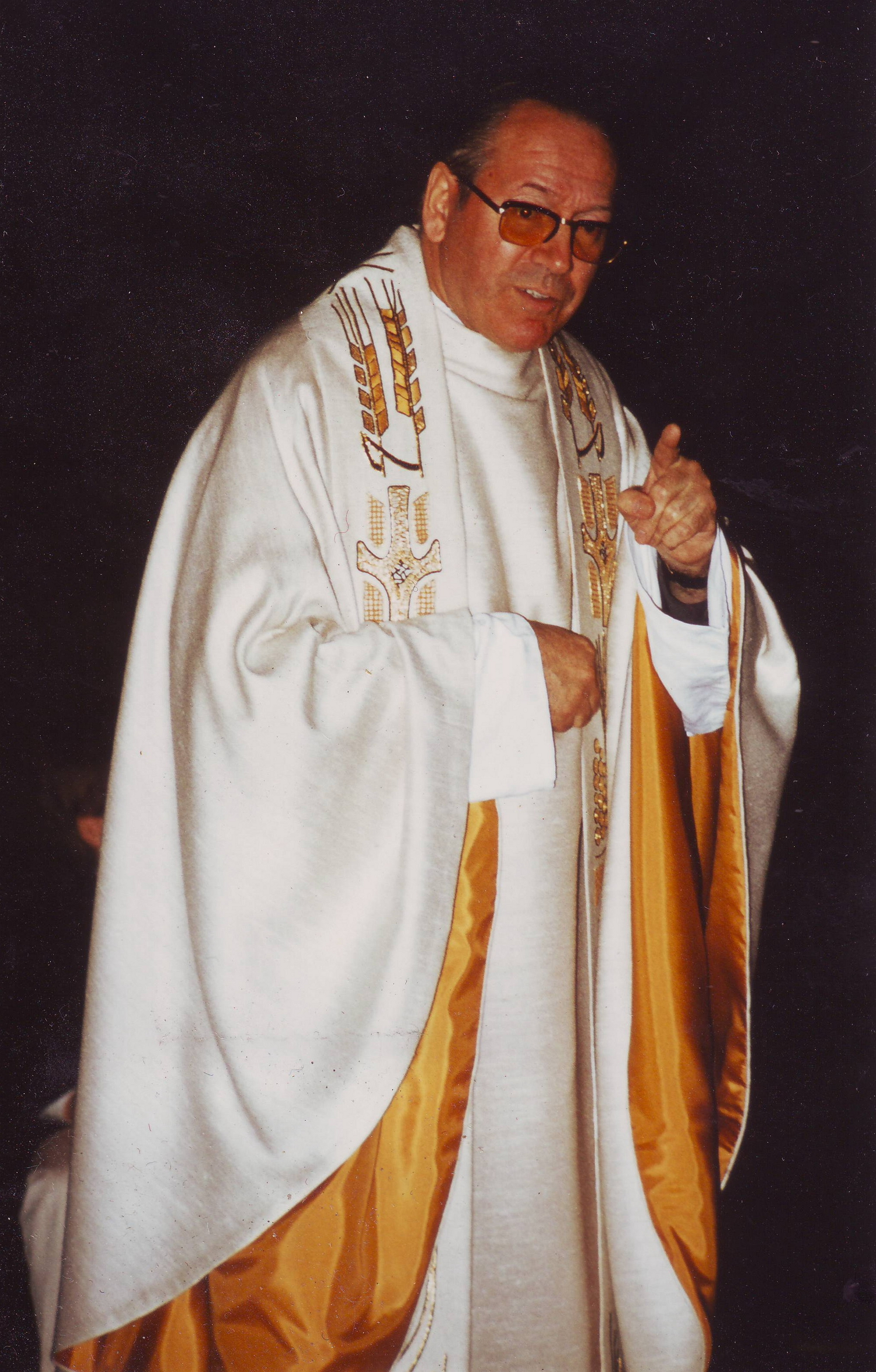
Pfarrer P. Carlo Mondini OMV (1923–2005)
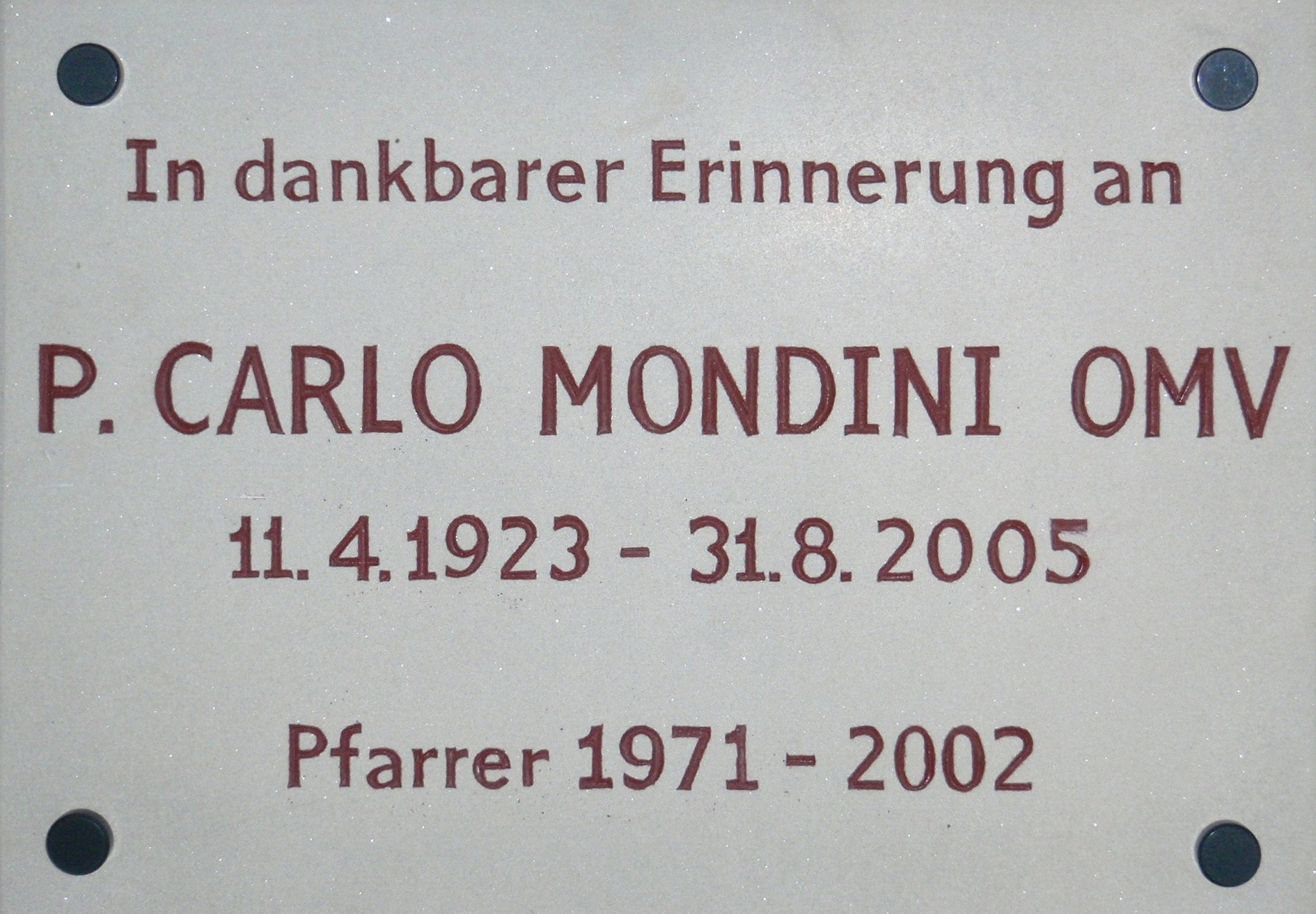
Gedenktafel für Pfarrer P. Carlo Mondini OMV im Inneren der Kirche